# Honeydew
Honeydew [engleză:/ˈhʌn.i.djuː/] este un tip de pepene galben, cu miezul de culoare gălbui spre verde și zemos. Este originar din sudul Franței și Alegria.

## Caracteristici
Un pepene Honeydew are o formă rotundă, ușor ovală, având o mărime de 15-22 cm. Greutatea variază, având între 1,8 - 3,6 kg. Pulpa este de obicei verde pal la culoare, în timp ce culoarea cojii variază de la verzui la galben. Ca majoritatea fructelor, honeydew are semințe. 
Acest fruct crește cel mai bine în zonele de semideșert. 
Recoltarea nu se bazează pe mărimea fructului, ci pe maturitatea acestuia.
Maturitatea poate fi greu de descifrat, dar, de obicei, aceasta este bazată pe culoarea cojii: galbenul cremos arată că fructul este matur, iar culoarea alb-verzuie arată că acesta este imatur. Calitatea este de asemenea determinată de forma sferică a honeydew-ului, cu coaja fără urme de zgârieturi sau alte defecte. Totodată, un honeydew copt trebuie să fie mai greu decât pare.